# Buckelbergwerk

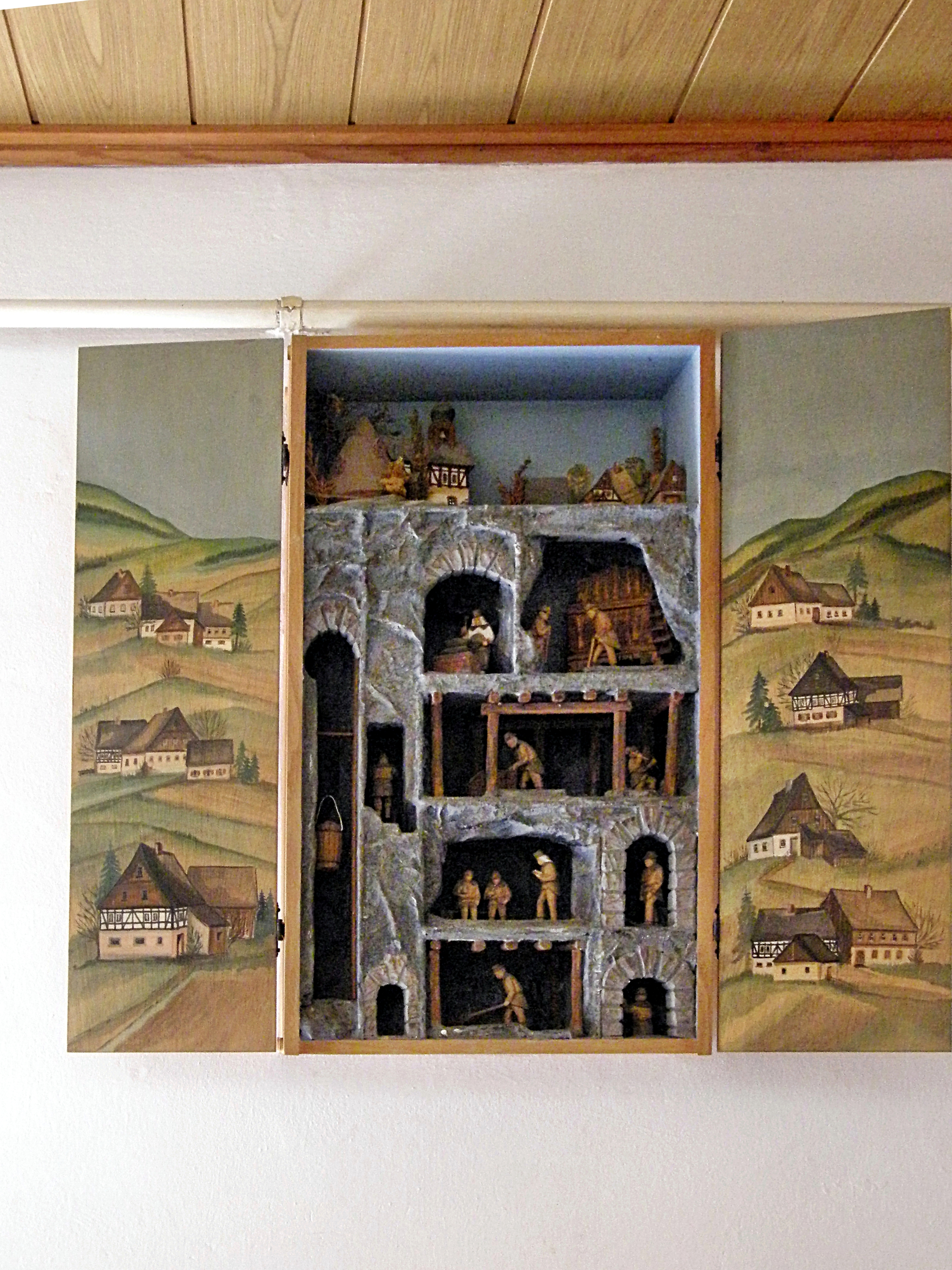
Buckelbergwerk mit auf der Innenseite bemalten Deckelflügeln, ausgestellt in der Gaststube des Keilberghauses bei Schneeberg

Ein Buckelbergwerk ist ein tragbarer schrankartiger Schaukasten, der die Darstellung eines Bergwerkes zum Inhalt hat und vom Schausteller auf dem Rücken (Buckel) transportiert wird.
Die eingebauten Modelle zeigen eine realitätsnahe und überwiegend detailreiche Schnittdarstellung durch einen Grubenbetrieb. Meist sind die diversen Einbauten wie beispielsweise die Bergmännische Kunst und die Bergleute an ihren Arbeitsplätzen beweglich und werden über eine Handkurbel oder eine Maschine angetrieben. Zusätzlich können gleichzeitig akustische Effekte wie rhythmische Hammer- und Glockenschläge mit in Gang gesetzt werden. Auch können die Darstellungen heutzutage mit elektrischen Licht gezielt beleuchtet werden.
Mit der Zurschaustellung und Vorführung ihrer Buckelbergwerke auf Messen, Jahrmärkten, Volksfesten etc. verbesserten invalide Bergmänner (Bergfertige) ihre missliche soziale Lage. Sie erhielten zwar Unterstützung aus der Knappschaftskasse, diese war jedoch sehr gering. Die Buckelbergwerke wurden von ihnen meist selbst hergestellt, wozu verschiedene Materialien Verwendung fanden, die gerade zur Verfügung standen und sich leicht bearbeiten ließen.
Ein früher schriftlicher Hinweis auf erste Buckelbergwerke findet sich in Dankegott Immanuel Merkels Erdbeschreibung von Kursachsen und den ietzt dazu gehörenden Ländern von 1804:

„…Guckkästen, die das Ein- und Ausfahren der Bergleute, das Arbeiten der Häuer, das Karrenlaufen der Bergiungen, Bergaufzüge u. dergl. anschaulich und beweglich darstellen…“

Aus dem 20. Jahrhundert ist die Vorführung eines Buckelbergwerkes als Zuverdienst beispielsweise vom Freiberger Original Alfred Mende bekannt. Dessen Buckelbergwerk, ein massiver Kleiderschrank mit farbig bemalten Modellen und Figuren aus Holz, Blech und Brotteig, blieb erhalten und kann heute im historischen Ratskeller am Freiberger Obermarkt besichtigt werden.
Der Thalheimer Peter Püschmann ließ sich 1986 bei den zuständigen Behörden das Vorführen seines Buckelbergwerks als Beruf genehmigen, den er bis heute ausübt.